# Dancing Queen
Dancing Queen ist ein Lied der schwedischen Popgruppe ABBA aus dem Jahre 1976. Es wurde von Benny Andersson, Björn Ulvaeus und Stig Anderson geschrieben, die Lead Vocals wurden von Anni-Frid Lyngstad und Agnetha Fältskog gesungen. Die Single erreichte in weltweit 16 Ländern Platz 1 der Charts und gehört zu den erfolgreichsten Hits der Gruppe. Mit über sechs Millionen Exemplaren wurde Dancing Queen zu einer der meistverkauften Singles der 1970er Jahre.
Anders als oft angenommen, wurde Dancing Queen nicht für Königin Silvia von Schweden geschrieben, sondern lediglich ihr zu Ehren aufgeführt. Der Song entwickelte sich schon bald nach seiner Veröffentlichung zum Disco-Klassiker und hält diesen Ruf bis heute, wo er in Ranglisten zur Discomusik oder -Kompilationen nahezu immer eine Position einnimmt, so beispielsweise in der RTL-Fernsehsendung Die ultimative Chartshow. Auch wurde der Begriff Dancing Queen zum Inbegriff für berühmte und talentierte Tänzerinnen beziehungsweise Gewinnerinnen von Tanzwettbewerben.

## Entstehung
Benny Andersson und Björn Ulvaeus beabsichtigten im Sommer 1975, ein Stück mit einem modernen Tanzrhythmus zu schreiben. Obwohl beide Musiker eine persönliche Vorliebe für Funk und Soul hatten, konnten derartige Elemente nicht für das neue Vorhaben berücksichtigt werden, da diese Musikrichtungen aus ihrer Sicht nicht mit ihrer Musik kombinierbar waren. Sie ließen sich daher von George McCraes Discoklassiker Rock Your Baby aus dem Jahr 1974 für den Groove des neuen Stücks inspirieren, das zunächst unter dem Arbeitstitel Boogaloo produziert wurde. Die Aufnahmen begannen am 4. August 1975 gleichzeitig mit jenen des neuen Studioalbums.
Toningenieur Michael Tretow und Schlagzeuger Roger Palm steuerten einen Schlagzeug-Rhythmus bei, den sie dem Album Gumbo von Dr. John entnommen hatten, und Ulvaeus untermalte einige Passagen mit der E-Gitarre. Das fertige Demoband in der Tonart A-Dur stellte die Komponisten schließlich äußerst zufrieden. Auch Agnetha Fältskog und Anni-Frid Lyngstad äußerten sich positiv darüber.

“It's hard to tell when a hit is being made. You don't always sense it. Dancing Queen was an exception. We knew immediately it was going to be massive.”

„Es ist schwer zu sagen, welches Lied ein Hit wird, man spürt es nicht immer. Dancing Queen war eine Ausnahme. Wir wussten sofort, dass es gewaltig wird.“

“My favourite song has always been Dancing Queen. I must say it's a masterpiece and I remember when Benny and Björn have recorded the background in the studio Benny came home with the tape and played it for me. I started to cry, I was so moved by (it) because it was so beautiful. You know, one of these songs that instantly go straight into your heart and Dancing Queen was one of those songs.”

„Mein Lieblingslied war immer Dancing Queen. Ich muss sagen, es ist ein Meisterwerk und ich erinnere mich, nachdem Benny und Björn im Studio den Hintergrund aufgenommen hatten, kam Benny mit dem Band nach Hause und spielte es mir vor. Ich begann zu weinen, ich war so bewegt davon, weil es so schön war. Eines dieser Lieder, die sofort direkt in dein Herz gehen und Dancing Queen war eines davon.“

Daraufhin wurde der Text von ABBAs Manager Stig Anderson verfasst und von Ulvaeus überarbeitet. Er handelt von einer Gruppe Freundinnen, die am Freitagabend tanzen geht. Dazu passend gab Anderson dem Song auch seinen endgültigen Titel „Dancing Queen“. Ursprünglich beinhaltete die 2. Strophe einen zusätzlichen Absatz, der in der Endversion allerdings aus unbekannten Gründen verworfen wurde. Mitte September 1975 wurde der Gesang mit den beiden Sängerinnen aufgenommen und in die Musik integriert. Die Aufnahmen wurden dabei von einem Fernsehteam im Rahmen einer Dokumentation über Stig Anderson teilweise gefilmt. Es war das einzige Mal, dass ein Kamerateam ABBA bei Aufnahmen im Studio filmen durfte. Nach weiteren Überarbeitungen im Herbst wurde das Stück gegen Ende des Jahres fertiggestellt.

## Veröffentlichung
Anfang 1976 stand neben Dancing Queen auch das ebenfalls gerade fertiggestellte Stück Fernando zur Wahl für eine Single-Veröffentlichung. Da Stig Anderson der Ansicht war, dass letzteres einen guten Kontrast zum temporeicheren Vorgänger Mamma Mia bildete, wurde schließlich zugunsten von Fernando entschieden. Dennoch wurde bereits am 2. Februar 1976 in der Disco Fattighuset in der Döbelnsgatan im Stockholmer Stadtteil Norrmalm ein Musikvideo zu Dancing Queen gedreht. In diesem Video tragen die vier Mitglieder verschiedenfarbige Samt-Kostüme und tanzen auf der Bühne vor überwiegend jugendlichem Publikum. Zudem war das Stück im März 1976 in der deutschen Fernsehsendung Musikladen zu sehen.
Am 18. Juni 1976 trat ABBA in barocken Kostümen in der Königlichen Oper in Stockholm auf und widmete Dancing Queen dabei der zukünftigen Königin, die am nächsten Tag Carl XVI. Gustaf heiratete. Dieser Auftritt wurde u. a. im schwedischen Fernsehen präsentiert und ist heute auf der DVD The Definitive Collection als Bonusvideo enthalten. Die Single erschien schließlich am 16. August 1976, über ein Jahr nach Aufnahmebeginn. Auf dem Cover der Single wurde zum ersten Mal das bekannte ABBA-Logo mit dem spiegelverkehrten „B“ verwendet. 1992 wurde Dancing Queen erneut als Single veröffentlicht, um das im selben Jahr veröffentlichte Kompilations-Album ABBA Gold zu bewerben, das heute das meistverkaufte ABBA-Album ist. Dabei erschien der Song einerseits als 7″-Single mit The Day Before You Came als B-Seite, andererseits als Maxi-Single mit demselben Lied und außerdem Lay All Your Love on Me und Eagle als Beigabe auf CD.

## Kommerzieller Erfolg

### Chartplatzierungen
Die Single stieg in 24 Ländern in die Charts ein und wurde zum Nummer-eins-Hit in Norwegen, Schweden, Belgien, den Niederlanden, Deutschland, Großbritannien, Irland, Australien, Neuseeland, den USA, Dänemark, Portugal, Mexiko, Costa Rica, Simbabwe und Südafrika. Allein in Schweden hielt Dancing Queen 14 Wochen lang die Spitzenposition und wurde mit rund 150.000 verkauften Stück zur erfolgreichsten Single des Jahres. In Großbritannien stand sie sechs Wochen an der Chartspitze und ist dort seither mit 1,8 Millionen Stück die meistverkaufte ABBA-Single. In Deutschland wurde sie laut Auszeichnungen bis 2023 mindestens 250.000 Mal verkauft.
In Australien erreichte sie als fünfte ABBA-Single in Folge Platz 1 der Charts, hielt diesen für acht Wochen und erzielte 20-fach Gold für über 300.000 verkaufte Stück. In Neuseeland stand Dancing Queen insgesamt elf Wochen auf Platz 1 und erhielt eine Platin-Auszeichnung für 20.000 verkaufte Stück. In den USA war sie der einzige Nummer-eins-Hit von ABBA. Die Single stand dort im April 1977 eine Woche an der Spitze der Charts und wurde für mehr als eine Million verkaufte Stück mit Gold ausgezeichnet. Darüber hinaus erreichte Dancing Queen Platz 2 in Kanada, Platz 3 in Finnland, Frankreich und der Schweiz sowie Platz 12 in Spanien und Platz 14 in Italien. Auch in Japan wurde der Song zum Hit, erreichte Platz 19 in den Verkaufscharts und verkaufte sich rund 350.000 Mal.
Die Single-Wiederveröffentlichung 1992 erreichte in der Schweiz, Norwegen und Irland die Top Ten der Charts und in fünf weiteren Ländern die Top 20. In der Liste der 500 besten Songs aller Zeiten des Rolling Stone belegt das Stück Platz 286. In einer Umfrage des Musikinstrumenteversicherers Musicguard wurde Dancing Queen vor Billie Jean (Michael Jackson, #2) und Twist and Shout (The Beatles, #3) im Oktober 2014 zum beliebtesten "floorfiller" (dt. "Tanzflächenfüller") des Vereinigten Königreiches gewählt.
| ChartsChartplatzierungen       | Höchstplatzierung | Wochen |
| ------------------------------ | ----------------- | ------ |
| Deutschland (GfK)              | 1 (42 Wo.)        | 42     |
| Österreich (Ö3)                | 4 (20 Wo.)        | 20     |
| Schweden (GLF)                 | 1 (45 Wo.)        | 45     |
| Schweiz (IFPI)                 | 3 (36 Wo.)        | 36     |
| Vereinigte Staaten (Billboard) | 1 (22 Wo.)        | 22     |
| Vereinigtes Königreich (OCC)   | 1 (20 Wo.)        | 20     |

| ChartsJahrescharts (1976) | Platzierung |
| ------------------------- | ----------- |
| Deutschland (GfK)         | 22          |
| Österreich (Ö3)           | 19          |
| Schweiz (IFPI)            | 11          |

| ChartsJahrescharts (1977)      | Platzierung |
| ------------------------------ | ----------- |
| Vereinigte Staaten (Billboard) | 12          |

### Auszeichnungen für Musikverkäufe
| Land/Region                  | Auszeichnungen für Musikverkäufe (Land/Region, Auszeichnung, Verkäufe) | Verkäufe  |
| ---------------------------- | ---------------------------------------------------------------------- | --------- |
| Australien (ARIA)            | —                                                                      | 300.000   |
| Brasilien (PMB)              | Gold                                                                   | 30.000    |
| Dänemark (IFPI)              | Platin                                                                 | 90.000    |
| Deutschland (BVMI)           | Platin                                                                 | 600.000   |
| Irland (IRMA)                | Gold                                                                   | 50.000    |
| Italien (FIMI)               | Platin                                                                 | 100.000   |
| Japan (RIAJ)                 | Gold (Mobile Downloads) · + Gold (Downloads)                           | 200.000   |
| Neuseeland (RMNZ)            | 5× Platin                                                              | 150.000   |
| Spanien (Promusicae)         | 2× Platin                                                              | 120.000   |
| Vereinigte Staaten (RIAA)    | Gold                                                                   | 1.000.000 |
| Vereinigtes Königreich (BPI) | 3× Platin                                                              | 1.800.000 |
| Insgesamt                    | 5× Gold · 13× Platin ·                                                 | 4.440.000 |

Hauptartikel: ABBA/Auszeichnungen für Musikverkäufe

## Coverversionen
Dancing Queen ist eines der am häufigsten gecoverten Stücke von ABBA. Mehr als siebzig Coverversionen von verschiedenen Solokünstlern und Bands entstanden seit den 1980er-Jahren. Darunter befinden sich beispielsweise Interpretationen von Belinda Carlisle, Wing, S Club 7, Jennifer Love Hewitt oder E-Rotic. Daneben wurde der Song auch häufig von Musikkünstlern bei Konzerten interpretiert, so beispielsweise von U2 bei ihrem Stockholm-Konzert 1993 oder Kylie Minogue bei der Abschlussfeier der Olympischen Sommerspiele 2000 in Sydney vor 110.000 Zuschauern im Stadion und etwa drei Milliarden Fernsehzuschauern weltweit. 2018 veröffentlichte die US-amerikanische Sängerin Cher das Album Dancing Queen, auf dem sie zehn ihrer Lieblingslieder von ABBA coverte, darunter auch das Titellied. Es kam in nahezu 20 Ländern in die Top Ten der Albumcharts und erreichte Platz 5 in Deutschland, Platz 4 in Österreich sowie Platz 6 in der Schweiz.